# Rodeio Bonito
Rodeio Bonito este un oraș în Rio Grande do Sul (RS), Brazilia.